# Agencia de Noticias de Azerbaiyán
La Agencia Estatal de Noticias de Azerbaiyán (AZERTAC); (en azerbaiyano: Azərbaycan Dövlət İnformasiya Agentliyi, abreviado como AZƏRTAC) es la agencia de noticias oficial de la República de Azerbaiyán. Desde noviembre de 2022, Vugar Aliyev ocupa el cargo de presidente del consejo de administración.
Además de las noticias oficiales del Estado, la Agencia Estatal de Noticias de Azerbaiyán difunde información sobre política, economía, educación, ciencia, cultura, salud, deportes y medio ambiente en ocho idiomas: azerbaiyano, ruso, inglés, francés, alemán, español, árabe y chino.

## Historia
AZERTAC se fundó el 1 de marzo de 1920. Durante el periodo soviético, la agencia tuvo varios nombres y, tras la restauración de la independencia de Azerbaiyán en 1991, se recuperó el nombre de la agencia. De 1995 a 2000, la agencia recibió el nombre de Agencia Estatal de Telégrafos, dependiente del Gabinete de Ministros, y después pasó a llamarse Agencia Estatal de Telégrafos de Azerbaiyán.  El 26 de febrero de 2015, el presidente Ilham Aliyev firmó una orden para cambiar el nombre de la Agencia Estatal de Telégrafos de Azerbaiyán por el de Agencia Estatal de Información de Azerbaiyán (AZERTAC).